# هينشيل أتش إس 117
كان هينشيل أتش 117 (الفراشة) Schmetterling (بالألمانية: Butterfly ) هو مشروع صاروخ أرض-جو ألماني موجه بالراديو تم تطويره خلال الحرب العالمية الثانية. كانت هناك أيضًا نسخة جو-جو من هذا الصاروخ وهي Hs 117H. 
استخدم المشغلون منظارًا تلسكوبيًا وعصا تحكم لتوجيه الصاروخ بواسطة التحكم اللاسلكي، ويتم تفجيره بواسطة صمامات القرب الصوتية والضوئية، عند 10–20 م (33–66 قدم).

## تطوير
في عام 1941، اخترع العالم البروفيسور هربرت أ. فاغنر (الذي كان مسؤولاً في السابق عن صاروخ هينشل إتش إس 293 المضاد للسفن) صاروخ الفراشة وقدمه إلى وزارة الطيران في الرايخ (أر أل أم)، التي رفضت التصميم لأنها رأت بإنه لم تكن هناك حاجة إلى المزيد من الأسلحة المضادة للطائرات.
ومع ذلك، بحلول عام 1943، أدى القصف واسع النطاق لألمانيا إلى دفع وزارة طيران الرايخ إلى تغيير رأيها، وتم منح شركة هينشيل عقدًا لتطوير الصاروخ وتصنيعه. كان الفريق بقيادة البروفيسور فاغنر، وقد نجح في إنتاج سلاح يشبه إلى حد كبير دولفين الأنف الزجاجي بأجنحة منحنية وذيل صليبي الشكل. 
في مايو 1944، تم اختبار 59 صاروخًا من طراز Hs 117، بعضها من أسفل طائرة هاينكل إتش 11؛ ولكن فشلت أكثر من نصف التجارب. بدأت عملية الإنتاج الضخم في ديسمبر 1944، وكان من المقرر أن يبدأ النشر في مارس 1945. كان من المقرر إطلاق الصواريخ التشغيلية من مركبة بمدفع عيار 37 ملم. 
في يناير من عام 1945، تم الانتهاء من النموذج الأولي للبدء في الإنتاج الأكبر، وكان من المتوقع إنتاج 3000 صاروخ شهريًا، ولكن في 6 فبراير، ألغى قائد قوات الأمن الخاصة هانز كاملر المشروع.

## الأنواع
كان Hs 117H عبارة عن نوع يتم إطلاقه جواً، وتم تصميمه ليتم إطلاقه من طائرات مثل: دورنير دو 217 أو يونكرز يو 188 أو يونكرز يو 388  تم تصميم هذا الإصدار لمهاجمة طائرات العدو حتى مسافة 5 كـم (16,000 قدم) فوق الطائرة التي تُطلقها. 

## روابط خارجية
- هينشل Hs117 شميترينج (الفراشة) – متحف سلاح الجو الملكي، كوسفورد (المملكة المتحدة)
- صفحة باللغة الألمانية عن صاروخ Hs 117 Schmetterling SAM